# Tiên Mỹ
Tiên Mỹ là một xã thuộc huyện Tiên Phước, tỉnh Quảng Nam, Việt Nam.
Xã Tiên Mỹ có diện tích 19,45 km², dân số năm 1999 là 5809 người, mật độ dân số đạt 299 người/km².